# تشارلز جونستون بادغر
تشارلز جونستون بادغر (بالإنجليزية: Charles Johnston Badger)‏ هو ضابط أمريكي، ولد في 6 أغسطس 1853 في روكفيل في الولايات المتحدة، وتوفي في 7 سبتمبر 1932.